# Helicopsyche howesi
Helicopsyche howesi is een schietmot uit de familie Helicopsychidae. De soort komt voor in het Australaziatisch gebied.